# 費多里夫卡 (克拉斯尼奧克尼區)
47°23′37″N 29°21′10″E / 47.39361°N 29.35278°E
費多里夫卡（烏克蘭語：Федорівка）是位於烏克蘭西南部的村莊，由敖德萨州波季利斯克区奧克尼市鎮的胡良卡村委會負責管轄。該村始建於1840年，面積0.25平方公里，海拔高度139米，2001年人口44，人口密度每平方公里176人。